# 憧夢〜風に向かって〜
憧夢〜風に向かって〜（どうむ かぜにむかって）は、日本の女性歌手、Be-Bの2枚目のシングル。
オリコン発表による1994年の本シングル売上は、36万7690枚。
タイトル曲は、第36回日本レコード大賞新人賞および日本ゴールドディスク大賞新人賞を受賞。TBS系ドラマ「毎度ゴメンなさぁい」主題歌となり、第4話ではBe-B本人が出演した。楽曲制作は月光恵亮プロデュース歌手に提供していた佐藤宣彦を起用し、以後も数曲提供している。

## 収録曲
1. 憧夢〜風に向かって〜（作詞/さとうみかこ 作曲/佐藤宣彦 編曲/伊藤幸毅 4分33秒）
収録アルバム:Be-B、SINGLES、Be-Best、PERFECT Be-B
2. Still I Remember（作詞、作曲/Be-B 編曲/伊藤幸毅 4分51秒）
3. 憧夢〜風に向かって〜（オリジナルカラオケ 4分33秒）